# Чезана-Брианца
Чезана-Брианца (итал. Cesana Brianza) — коммуна в Италии, располагается в регионе Ломбардия, подчиняется административному центру Лекко.
Население составляет 2265 человек, плотность населения составляет 662 чел./км². Занимает площадь 3,42 км². Почтовый индекс — 22030. Телефонный код — 031.
Покровителями коммуны почитаются святые Фирм и Рустик, празднование 9 августа.